# Mäster Hans
Mäster Hans, död efter 1664, var skarprättare i Göteborg mellan åren 1648-1664.  Han hade tidigare varit verksam som bödel i Halmstad. 
Mäster Hans blev den första etablerade bödeln i Göteborgs historia som hade bödelstjänsten under längre tid. Tidigare hade staden lånat in någon med detta yrkeskunnande från andra närliggande städer, med undantag från perioden 1642-1645 med Mäster Johan.
När han tillträdde sin tjänst 1648 inackorderades han i en nybyggd liten stuga, belägen vid nuvarande Kvarnberget i Nordstaden. Staden beställde även en ämbetsdräkt som Hans blev den första att bära, i röda och gula färger.
Han begärdes avsked som stadens bödel 1664, men fortsatte att arbeta med lägre stående arbetsuppgifter, med att ta hand om renhållningsarbete, som att tömma latriner och ta hand om döda djur.  